# گروه فرارسی شماره‌ای

نشان وزارت امور خارجه آمریکا

«گروه فرارسی شماره ای» یا «گروه فرارسی دیجیتال» (به انگلیسی: Digital Outreach Team) یک نهاد وابسته به وزارت امور خارجه آمریکا است که به درج دیدگاه‌های دولت ایالات متحده آمریکا بر روی شبکهٔ اینترنت به زبان‌های گوناگون می‌پردازد. هدف این گروه ایجاد ارتباط با مردم کشورهایی همانند ایران است و داشتن یک گفتگوی بی پرده که پاسخ دادن به پرسش‌های آن‌ها دربارهٔ ی سیاست خارجی ایالات متحده آمریکا می‌باشد.